# Rafael Louzán
Rafael Louzán Abal, (Ribadumia, Pontevedra, 21 de noviembre de 1967) es un político y empresario gallego. Desde el 16 de diciembre de 2024 es el presidente de la Real Federación Española de Fútbol, tras ser anteriormente presidente de la Real Federación Gallega de Fútbol y presidente de la Diputación Provincial de Pontevedra. 

## Trayectoria
En 1995 fue elegido teniente de alcalde de su pueblo, Ribadumia, tras presentarse a las elecciones municipales en las listas del Partido Popular. Ese mismo año fue elegido diputado de la Diputación Provincial de Pontevedra por la comarca del Salnés . Al año siguiente asumió una de las vicepresidencias de la institución, y el 12 de julio de 2003 fue elegido presidente, en sustitución de Manuel Abeledo.
En 1998 fue elegido secretario de organización del Partido Popular en Pontevedra y en mayo de 2000 asumió la presidencia provincial, cargo para el que fue reelegido dos años después. Dos meses después obtuvo un puesto en la comisión ejecutiva gallega del partido.
En diciembre de 2014 fue elegido como presidente de la Real Federación Gallega de Fútbol, cargo para el que fue reelegido en 2018 sin elecciones al no haber un candidato alternativo.
Tras las elecciones municipales de 2015 fue reelegido concejal en el municipio de Ribadumia, pero perdió la Presidencia de la Diputación Provincial de Pontevedra tras doce años, al perder el Partido Popular la mayoría absoluta en la cámara.
En 2015, un juzgado de Cambados lo investigó por un supuesto delito de cohecho. En enero de 2016, comunicó el abandono de la presidencia provincial de Pontevedra del Partido Popular.La investigación concluyó en 2018, cuando la Fiscalía abandonó la causa tras la anulación por parte del Tribunal Superior de Justicia de Galicia de las evidencias recolectadas en dicho proceso.
En febrero de 2021 fue condenado a dos años de prisión y ocho años de inhabilitación para cargo público por un delito de fraude conceder una ayuda de 86.311 € al ayuntamiento de Moraña para la realización de obras en el campo de fútbol que ya estaban en el lugar ejecutados. El delito de fraude fue absuelto en alzada y finalmente en  febrero de 2025 la Sala Segunda del Tribunal Supremo le absolvió del delito de prevaricación, quedando demostrada su inocencia.
En 2024 se convirtió en presidente de la Real Federación Española de Fútbol, tras ganar las elecciones a Salvador Gomar. Louzán llegó a la presidencia tras la inhabilitación de sus dos predecesores, los presidentes Luis Rubiales y Pedro Rocha.
Como presidente de la Real Federación Española de Fútbol se está caracterizando por su espíritu conciliador y su apuesta por la modernización del fútbol español, teniendo como gran desafío la organización de la Copa del Mundo de la FIFA del año 2030.